# Osmundus
Osmund (latin: Osmundus) var en svensk klerk och biskop, omnämnd av Adam av Bremen. Han insattes som biskop av kung Emund den gamle under 1000-talet.
Adam av Bremen skriver i Gesta Hammaburgensis ecclesiae pontificum att Osmund uppfostrats i Bremen, men lämnat denna och begett sig till påven för att bli biskopsvigd. När detta inte lyckats drev han runt som en vagabond, innan en polansk ärkebiskop invigde honom. Han tog sig sedan till Sverige och antog rollen som ärkebiskop.
I källorna (bland annat Äldre Västgötalagen) omtalas han som den som flyttade biskopssätet från Husaby till Skara.
Vissa teorier hävdar att han är samme person som den berömde runristaren Åsmund Kåresson. Teorin anses dock av Nationalencyklopedin vara dåligt underbyggd.